# Xihuitltemoc de Xaltocan
Xihuiltemoc (Descendió el Cometa, en náhuatl) fue un gobernante nahua y el cuarto Señor del Altépetl Xaltocan, de acuerdo a una carta de 1566 escrita por Pablo Nazareo al rey de España.